# L'allenatrice (colonna sonora)
L'allenatrice (Sunset Park) è l'album contenente la colonna sonora dell'omonimo film pubblicato nel 1996. L'album, prodotto dalla Def Jam, arriva al quarto posto nella Billboard 200 e resta per sei settimane al vertice della classifica dedicata ai dischi hip hop. La RIAA lo certifica disco di platino.
| Recensione | Giudizio |
| ---------- | -------- |
| AllMusic   | [ 2 ]    |

## Tracce
1. High 'Til I Die (2Pac)
2. Motherless Child (Ghostface Killah feat. Raekwon)
3. Just Doggin' (Tha Dogg Pound)
4. Back at You (Mobb Deep)
5. Are You Ready (Aaliyah)
6. It's Alright (Groove Theory)
7. Elements I'm Among (Queen Latifah)
8. Keep on, Keepin' On (MC Lyte featuring Xscape)
9. Hoop N Yo Face (69 Boyz featuring Quad City DJ's)
10. For the Funk (Adina Howard)
11. We Don't Need It (Junior M.A.F.I.A.)
12. All Uv It (Big Mike)
13. Thangz Changed (Onyx)
14. Shorty's Game (Miles Goodman)

## Classifiche

### Classifiche settimanali
| Classifica (1996)         | Posizione raggiunta |
| ------------------------- | ------------------- |
| Stati Uniti               | 4                   |
| US Top R&B/Hip-Hop Albums | 1                   |

### Classifiche di fine anno
| Classifica (1996)         | Posizione raggiunta |
| ------------------------- | ------------------- |
| Stati Uniti               | 115                 |
| US Top R&B/Hip-Hop Albums | 29                  |